# سام أوليج
سام أوليج (بالهولندية: Sam Olij)‏ (5 أكتوبر 1900 – 4 أغسطس 1975) هو ملاكم هولندي راحل، مثّل بلاده في الألعاب الأولمبية الصيفية 1928.

## روابط خارجية
سام أوليج على موقع أوليمبيديا (الإنجليزية)